# Conan III di Bretagna
Conan III (detto il Grosso; in francese Conan III dit le Gros; 1095 circa – 17 settembre 1148) fu duca di Bretagna, conte di Rennes e di Nantes dal 1115 fino alla sua morte.

## Origine
Conan, secondo il Ex Chronico Briocensi, e come conferma l'arcivescovo, Guglielmo, della città di Tiro, nell'odierno Libano, nel suo Historia rerum in partibus transmarinis gestarum, era il figlio primogenito del duca di Bretagna, conte di Cornovaglia, Conte di Rennes e conte di Nantes, Alano IV Fergent e di Ermengarda d'Angiò, che, come conferma l'arcivescovo, Guglielmo di Tiro e anche secondo la Chronica Albrici Monachi Trium Fontium (non la nomina ma la cita come contessa di Rennes), era figlia del Conte di Angiò e conte di Tours, Folco IV il Rissoso e, come ci conferma la Chronica de Gesta Consulum Andegavorum, Chroniques d'Anjou, dalla sua prima moglie Hildegarde di Beaugency ( † 1070), figlia del signore di Beaugency, Lancillotto II, uno dei più fedeli vassalli di suo zio, Goffredo II "Martello".
Alano IV Fergent, secondo il  Ex Chronico Briocensi, era il figlio primogenito del Conte di Cornovaglia, conte di Nantes, poi anche conte di Rennes e duca di Bretagna, Hoel II e della moglie (come ci conferma ancora il  Ex Chronico Briocensi), la duchessa di Bretagna e contessa di Rennes, Havoise, che, secondo la Genealogiae comes Flandriae era figlia del conte di Rennes e duca di Bretagna, Alano III e della moglie (come ci conferma la Ex Chronicon Kemperlegiense, Bertha di Blois.

## Biografia
Poco dopo la sua nascita, nel 1096, secondo il monaco e storico inglese, Orderico Vitale, il padre, Alano IV partecipò alla prima crociata, partendo al seguito del duca di Normandia, Roberto II.
La presenza di Alano IV alla crociata viene confermato anche dal cronista della prima crociata, Alberto di Aquisgrana, nel capitolo XXIII del libro II della Historia Hierosolymitana espeditionis , che lo cita (domnus Alens cognomine Fercans) tra i partecipanti all'assedio di Nicea,
Verso il 1112 o prima, come ci conferma il monaco e cronista inglese, Orderico Vitale, Conan sposò una delle figlie illegittime del re d'Inghilterra e duca di Normandia, Enrico I Beauclerc, Matilde FitzRoy ( † dopo il 1128), figlia di Enrico I Beauclerc e di un'amante di cui non si conoscono né il nome né gli ascendenti. Il monaco e cronista normanno, Guglielmo di Jumièges, nella sua Historiæ Normannorum Scriptores Antiqui, infatti elenca Matilde tra i figli illegittimi e conferma il matrimonio con Conan III.
Infatti, nel 1112, secondo il documento n° LXX del Cartulaire de l'abbaye de Redon en Bretagne, suo padre, Alano IV, fece una donazione all'abbazia stessa in cui citò oltre che la moglie, Ermengarda, ed il figlio, Conan, anche la nuora Matilde (Mahalt).
Nel 1115 circa, suo padre, Alano abdicò in suo favore e si ritirò nell'abbazia di Saint-Sauveur di Redon, abbracciando la vita monastica; infatti, nel ricordarne la morte, il Cartulaire de l'abbaye de Redon en Bretagne, ne riporta la morte, nel capitolo VII: Sepulturæ Insigniores, citandolo come monaco (Alanus Fergent, ex Britonum duce rotonensis monachus) e ci informa che Alano fu tumulato nell'abbazia stessa. La morte di Alano IV viene confermato anche dal Ex Chronico Britannico Altero e dal Ex Chronico Kemperlegiensis che riporta la morte nel 1120.
Dopo che la sorella, Hawise o Agnese, divorziata dal conte delle Fiandre, Baldovino VII era ritornata in Bretagna, Conan III, secondo il Cartulaire générale du Morbihan, Tome I, nel 1118, fece una donazione assieme alla sorella e alla madre, Ermengarda (cum sorore mea Hidevis et matre mea Ermeniart), all'abbazia di Sainte-Croix di Quimperlé.
Conan, secondo il documento n° LII del Recueil d'actes inédits des ducs et princes de Bretagne controfirmato dalla moglie Matilde (Mathilda comitissa) e dalla sorella, Hawise o Agnese (Haduisa soror comitis Conani) fece poi una donazione all'Abbazia di Mont-Saint-Michel.
Conan, secondo il documento n° XXXIbis del Recueil d'actes inédits des ducs et princes de Bretagne controfirmato dalla moglie Matilde (uxor mea Matildis) e dalla madre, Ermengarda (Ermengardis mater mea) fece, nel 1128, confermò un possedimento ai monaci di Saint-Melaine di Rennes.
Conan, non molto tempo dopo, rimase vedovo; infatti secondo il documento n° XXXII del Recueil d'actes inédits des ducs et princes de Bretagne, datato tra il 1129 ed il 1130, controfirmato dai cognati, Goffredo "il Bello" e Matilda (sorellastra di Matilde FitzRoy), inerente ad una donazione alla chiesa di Saint-Nicolas d'Angers citòla madre (mater mea Ermengardis) ma non la moglie.
Il matrimonio con Matilde aveva riservato della amarezze a Conan: infatti, secondo Orderico Vitale, dovette pubblicamente disconoscere Hoel, il suo unico figlio maschio legittimo, mentre per il Ex Chronico Britannico Altero, Conan negò di essere padre di Hoel.
Conan III morì nel 1148, sia secondo il Ex Chronico Britannico Altero, che secondo il Ex Chronico Ruyensis Cœnobii, che precisa anche il giorno della morte (17 settembre).

## Discendenza
Conan da Matilde ebbe tre figli:
- Hoel, non riconosciuto da Conan[22][23] ( † 1156), duca di Bretagna
- Berta[23] ( † 1158/64), reggente del ducato di Bretagna, per conto del figlio, Conan IV
- Costanza, che sposò Goffredo di Mayenne.

Da una o due amanti di cui non si conoscono né i nomi né gli ascendenti ebbe due figli:
- Americo, sottoscrisse (Hamericus filius comitis) il documento n° CCXVI del Cartulaire de l'abbaye de la Sainte-Trinité de Tiron, inerente ad una donazione fatta da suo padre, Conan III, alla propria madre Ermengarda[26]
- Guiomaro, monaco, citato nel documento n° CCCCLIX del Cartulaire de l'abbaye de Saint-Aubin d'Angers, assieme al fratellastro, Hoel (Guihummaro fratri Hohelli ducis Britannie, monacho Sancti Florentii)[27].

### Fonti primarie
- (LA)  Cartulaire de l'abbaye de la Sainte-Trinité de Tiron, Tome I.
- (LA)  Recueil d'actes inédits des ducs et princes de Bretagne (XIe, XIIe, XIIIe siècles) di Arthur Le Moyne de La Borderie.
- (LA)  Monumenta Germaniae Historica, Scriptores, tomus IX.
- (LA)  Monumenta Germaniae Historica, Scriptores, tomus XXIII.
- (LA)  Chronica de Gesta Consulum Andegavorum, Chroniques d'Anjou.
- (LA)  Historia Rerum in partibus transmarinis gestarum, liber XIV.
- (LA)  Rerum Gallicarum et Francicarum Scriptores, tomus XII.
- (LA)  Ordericus Vitalis, Historia Ecclesiastica, vol. II.
- (LA)  Cartulaire de l'abbaye de Redon en Bretagne.
- (LA)  Cartulaire de l'abbaye de Saint-Aubin d'Angers, tome II.
- (LA)  HISTORIA HIEROSOLYMITANAE EXPEDITIONIS, libro II.
- (LA)  Stephani Baluzii Miscellaneorum, Liber I.
- (LA)  Historiæ Normannorum Scriptores Antiqui.

### Letteratura storiografica
- Louis Halphen, "La Francia dell'XI secolo", cap. XXIV, vol. II (L'espansione islamica e la nascita dell'Europa feudale) della Storia del Mondo Medievale, 1999, pp. 770–806.